# Foreign exchange office
Foreign Exchange Office, in sigla FXO, è l'interfaccia che riceve il servizio di telefonia da una rete POTS. Essa genera i segnali di aggancio e rilascio della linea telefonica, che vengono ricevuti ed interpretati dall'FXS all'altro capo della linea (in centrale della società di telecomunicazioni, solitamente). I telefoni analogici, i fax ed i modem sono esempi di FXO. Sono disponibili anche interfacce FXO che possono essere installate su computer, per permettere a PBX software, come Asterisk, di interagire con la rete POTS.
Un FXO è quindi rappresentato da qualsiasi dispositivo che, dal punto di vista del sistema telefonico, è paragonabile ad un normale telefono. Come tale, deve essere in grado di interpretare e gestire i segnali di chiamata in arrivo, aggancio e rilascio della linea e di inviare, oltre che ricevere, il segnale della voce.